# Psacalium
 Psacalium  Cass., 1826 è un genere di piante angiosperme dicotiledoni della famiglia delle Asteraceae (sottofamiglia Asteroideae).

## Etimologia
Il nome scientifico del genere è stato definito dal botanico Alexandre Henri Gabriel de Cassini (1781-1832) nella pubblicazione " Dictionnaire des Sciences Naturelles, dans lequel on traite méthodiquement des différens êtres de la nature, considérés soit en eux-mêmes, d'aprés l'état actuel de nos connoissances, soit relativement à l'utilité quén peuvent retirer la médecine, l'agriculture, le commerce et les arts. Strasbourg. Edition 2" ( Dict. Sci. Nat., ed. 2. [F. Cuvier] 43: 461 ) del 1826.

## Descrizione

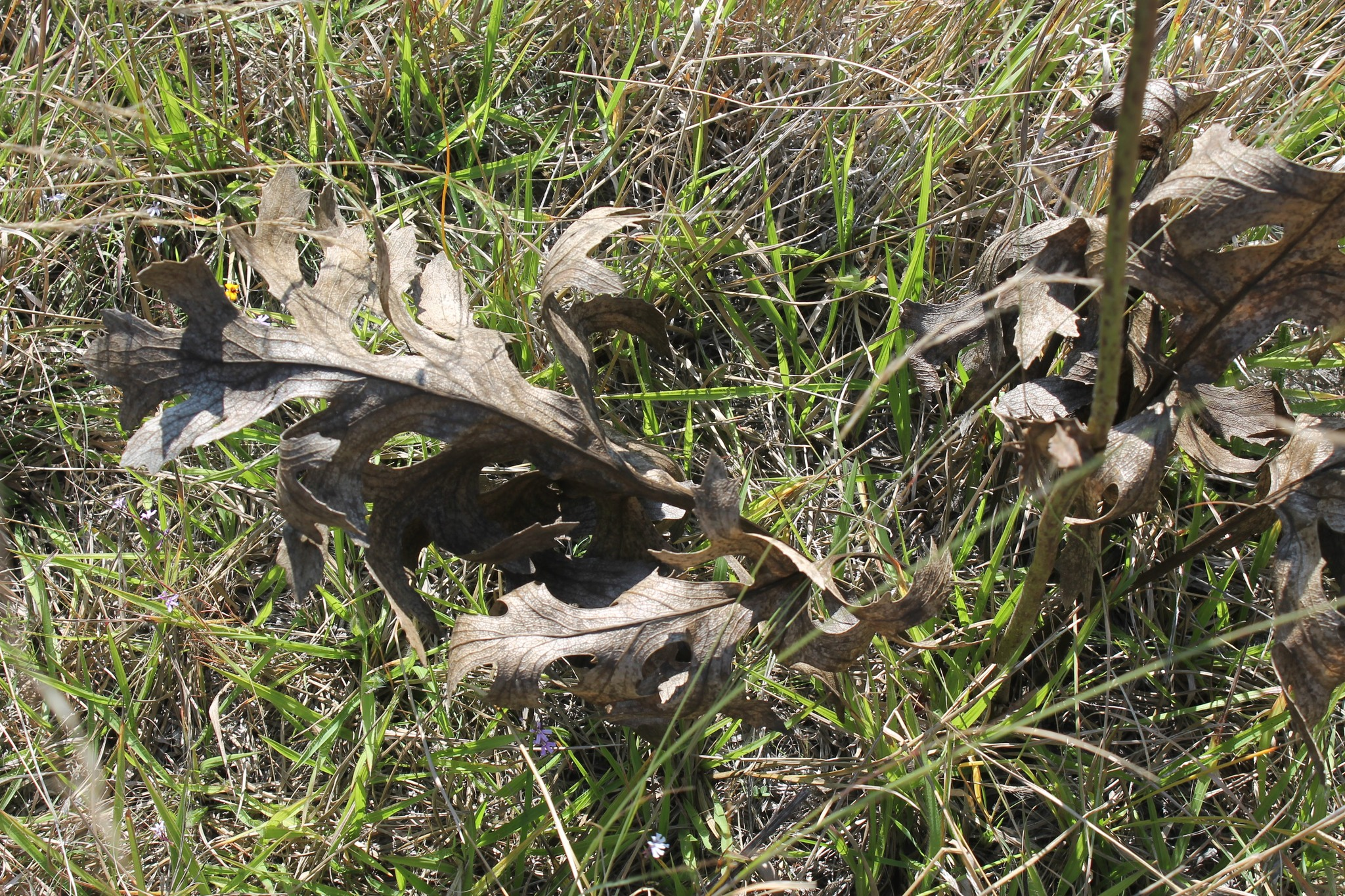
Le foglie
Psacalium platylepis

Habitus. Le specie di questo genere hanno un habitus di tipo erbaceo perenne scaposo. Le superfici delle piante sono pubescenti per peli a ciuffo, oppure sono irregolarmente glabre. Altezza massima 80 – 150 cm.
Radici. Le radici sono secondarie da rizoma (i rizomi sono carnosi).
Fusto. La parte aerea in genere è eretta, semplice o ramosa. I fusti sono singoli o raggruppati.
Foglie. Le foglie sono sia basali che cauline disposte in modo alternato. Sono picciolate e peltate. La forma della lamina è intera, dentato-lobata o pennatosetta con contorni rotondo-ovati. Le foglie cauline sono progressivamente più piccole e bratteate.
Infiorescenza. Le sinflorescenze sono composte da diversi capolini raccolti in racemi panicolati o corimbosi. Le infiorescenze vere e proprie sono formate da un capolino terminale peduncolato di tipo discoide. Alla base dell'involucro (la struttura principale del capolino) può essere presente un calice formato da 1 - 3 brattee fogliacee. I capolini sono formati da un involucro, con forme da cilindriche a campanulate, composto da 5 - 8 brattee, al cui interno un ricettacolo fa da base ai fiori. Le brattee sono disposte in modo embricato di solito su 1 - 2 serie e possono essere connate alla base. Il ricettacolo, a volte alveolato, è nudo (senza pagliette a protezione della base dei fiori); la forma è piatta. Diametro degli involucri: 1,5 – 4 mm.
Fiori.  I fiori (da 5 a 8) sono tetra-ciclici (formati cioè da 4 verticilli: calice – corolla – androceo – gineceo) e pentameri (calice e corolla formati da 5 elementi). Sono inoltre ermafroditi, tubulosi e actinomorfi.
- Formula fiorale:

*/x K {\displaystyle \infty }, [C (5), A (5)], G 2 (infero), achenio
- Calice: i sepali del calice sono ridotti ad una coroncina di squame.
- Corolla: nella parte inferiore i petali della corolla sono saldati insieme e formano un tubo. In particolare le corolle dei fiori del disco centrale (tubulosi) terminano con delle fauci dilatate a raggiera con cinque profondi lobi più o meno patenti. Il colore delle corolle è giallo o purpureo.
- Androceo: gli stami sono 5 con dei filamenti liberi. La parte basale del collare dei filamenti può essere dilatata. Le antere invece sono saldate fra di loro e formano un manicotto che circonda lo stilo. Le antere sono senza coda ("ecaudate"). La struttura delle antere è di tipo tetrasporangiato, raramente sono bisporangiate. Il tessuto endoteciale è radiale. Il polline è tricolporato (tipo "helianthoid").[11]
- Gineceo: lo stilo è biforcato con due stigmi nella parte apicale. La forma degli stigmi varia da subtroncata a ottusa; possono essere ricoperti da minute papille. Le superfici stigmatiche sono continue.  L'ovario è infero uniloculare formato da 2 carpelli.

Frutti. I frutti sono degli acheni con pappo. La forma degli acheni è ellittico-obovoide talvolta compressa; la superficie è percorsa da 14 - 18 coste longitudinali e può essere glabra o talvolta pubescente. Non sempre il carpoforo è distinguibile. Il pappo è formato da 100 - 120 setole snelle, bianche o fulve e barbate; possono essere sia persistenti che caduche; possono inoltre essere connate alla base. A volte il pappo è assente.

## Biologia
Impollinazione: l'impollinazione avviene tramite insetti (impollinazione entomogama tramite farfalle diurne e notturne).

Riproduzione: la fecondazione avviene fondamentalmente tramite l'impollinazione dei fiori (vedi sopra).

Dispersione: i semi (gli acheni) cadendo a terra sono successivamente dispersi soprattutto da insetti tipo formiche (disseminazione mirmecoria). In questo tipo di piante avviene anche un altro tipo di dispersione: zoocoria. Infatti gli uncini delle brattee dell'involucro (se presenti) si agganciano ai peli degli animali di passaggio disperdendo così anche su lunghe distanze i semi della pianta. Inoltre per merito del pappo il vento può trasportare i semi anche a distanza di alcuni chilometri (disseminazione anemocora).

## Distribuzione e habitat
Le specie di questo genere sono distribuite negli USA meridionali, Messico e Guatemala.

## Tassonomia
La famiglia di appartenenza di questa voce (Asteraceae o Compositae, nomen conservandum) probabilmente originaria del Sud America, è la più numerosa del mondo vegetale, comprende oltre 23.000 specie distribuite su 1.535 generi, oppure 22.750 specie e 1.530 generi secondo altre fonti (una delle checklist più aggiornata elenca fino a 1.679 generi). La famiglia attualmente (2021) è divisa in 16 sottofamiglie; la sottofamiglia Asteroideae è una di queste e rappresenta l'evoluzione più recente di tutta la famiglia.

### Filogenesi
Il genere di questa voce appartiene alla sottotribù Tussilagininae della tribù Senecioneae (una delle 21 tribù della sottofamiglia Asteroideae). La sottotribù descritta in tempi moderni da Bremer (1994), dopo le analisi di tipo filogenetico sul DNA del plastidio (Pelser et al., 2007) è risultata parafiletica con le sottotribù Othonninae e Brachyglottidinae annidiate al suo interno. Attualmente con questa nuova circoscrizione la sottotribù Tussilagininae s.s. risulta suddivisa in quattro subcladi.
Il genere di questa voce appartiene al subclade la cui distribuzione è esclusiva del Nuovo Mondo. Si tratta di un clade ben supportato dai dati ricavati dalle analisi del DNA combinati con dati morfologici, ed è diviso in due parti: una prima parte comprende un clade con generi del Sud America chiamato anche Gynoxoid group; una seconda parte è formata da un clade (“gruppo fratello” del primo) di 7 generi del Nord e Sud America (Arnoglossum, Barkleyanthus, Pittocaulon, Psacalium, Robinsonecio, Roldana e Telanthophora). In questo ultimo gruppo Psacalium costituisce il "core" del clade (ultima entità diversificata evolutivamente) e insieme al gruppo dei generi Barkleyanthus e Arnoglossum forma un “gruppo fratello”.
l cladogramma seguente, tratto dallo studio citato e semplificato, mostra una possibile configurazione filogenetica del gruppo.
|  | Psacalium                                                     |
|  |                                                               |
|  | \| \| Barkleyanthus \| \| \| \| \| \| Arnoglossum \| \| \| \| |
|  |                                                               |
|  | Barkleyanthus                                                 |
|  |                                                               |
|  | Arnoglossum                                                   |
|  |                                                               |

|  | Barkleyanthus |
|  |               |
|  | Arnoglossum   |
|  |               |

|  | Psacalium                                                     |
|  |                                                               |
|  | \| \| Barkleyanthus \| \| \| \| \| \| Arnoglossum \| \| \| \| |
|  |                                                               |
|  | Barkleyanthus                                                 |
|  |                                                               |
|  | Arnoglossum                                                   |
|  |                                                               |

|  | Barkleyanthus |
|  |               |
|  | Arnoglossum   |
|  |               |

|  | Psacalium                                                     |
|  |                                                               |
|  | \| \| Barkleyanthus \| \| \| \| \| \| Arnoglossum \| \| \| \| |
|  |                                                               |
|  | Barkleyanthus                                                 |
|  |                                                               |
|  | Arnoglossum                                                   |
|  |                                                               |

|  | Barkleyanthus |
|  |               |
|  | Arnoglossum   |
|  |               |

|  | Psacalium                                                     |
|  |                                                               |
|  | \| \| Barkleyanthus \| \| \| \| \| \| Arnoglossum \| \| \| \| |
|  |                                                               |
|  | Barkleyanthus                                                 |
|  |                                                               |
|  | Arnoglossum                                                   |
|  |                                                               |

|  | Barkleyanthus |
|  |               |
|  | Arnoglossum   |
|  |               |

|  | Psacalium                                                     |
|  |                                                               |
|  | \| \| Barkleyanthus \| \| \| \| \| \| Arnoglossum \| \| \| \| |
|  |                                                               |
|  | Barkleyanthus                                                 |
|  |                                                               |
|  | Arnoglossum                                                   |
|  |                                                               |

|  | Barkleyanthus |
|  |               |
|  | Arnoglossum   |
|  |               |

|  | Psacalium                                                     |
|  |                                                               |
|  | \| \| Barkleyanthus \| \| \| \| \| \| Arnoglossum \| \| \| \| |
|  |                                                               |
|  | Barkleyanthus                                                 |
|  |                                                               |
|  | Arnoglossum                                                   |
|  |                                                               |

|  | Barkleyanthus |
|  |               |
|  | Arnoglossum   |
|  |               |

|  | Psacalium                                                     |
|  |                                                               |
|  | \| \| Barkleyanthus \| \| \| \| \| \| Arnoglossum \| \| \| \| |
|  |                                                               |
|  | Barkleyanthus                                                 |
|  |                                                               |
|  | Arnoglossum                                                   |
|  |                                                               |

|  | Barkleyanthus |
|  |               |
|  | Arnoglossum   |
|  |               |

|  | Psacalium                                                     |
|  |                                                               |
|  | \| \| Barkleyanthus \| \| \| \| \| \| Arnoglossum \| \| \| \| |
|  |                                                               |
|  | Barkleyanthus                                                 |
|  |                                                               |
|  | Arnoglossum                                                   |
|  |                                                               |

|  | Barkleyanthus |
|  |               |
|  | Arnoglossum   |
|  |               |

I caratteri distintivi del genere  Psacalium  sono:
- le foglie sono sia cauline che rosulate;
- le infiorescenze hanno dei capolini discoidi;
- i lobi della corolla sono profondamente divisi.

Il numero cromosomico delle specie di questo genere è: 2n = circa 25, circa 29 e 30.

### Elenco delle specie
Questo genere ha 52 specie:
- Psacalium amplifolium (DC.) H.Rob. & Brettell
- Psacalium amplum (Rydb.) H.Rob. & Brettell
- Psacalium argutum  Rydb.
- Psacalium beamanii  H.Rob..
- Psacalium brachycomum (S.F.Blake) H.Rob. & Brettell
- Psacalium calvum (Brandegee) Pippen.
- Psacalium cervinum (Rydb.) H.Rob. & Brettell
- Psacalium cirsiifolium (Zucc.) H.Rob. & Brettell
- Psacalium cronquistiorum  B.L.Turner
- Psacalium decompositum (A.Gray) H.Rob. & Brettell
- Psacalium eriocarpum  S.F.Blake
- Psacalium filicifolium (Rydb.) H.Rob. & Brettell
- Psacalium globosum (B.L.Rob. & Fernald) H.Rob. & Brettell
- Psacalium goldsmithii (B.L.Rob.) H.Rob. & Brettell
- Psacalium guatemalense (Standl. & Steyerm.) Cuatrec.
- Psacalium guerreroanum  B.L.Turner
- Psacalium hintonii (Pippen) H.Rob. & Brettell
- Psacalium hintoniorum  B.L.Turner
- Psacalium holwayanum  Rydb.
- Psacalium latilobum (Pippen) B.L.Turner
- Psacalium laxiflorum  Benth.
- Psacalium matudae  H.Rob. & Brettell
- Psacalium megaphyllum  Rydb.
- Psacalium mollifolium  S.F.Blake
- Psacalium multilobum (Pippen) H.Rob. & Brettell
- Psacalium nanum  Pippen.
- Psacalium napelliifolium (S.Schauer) H.Rob. & Brettell
- Psacalium nelsonii  Rydb.
- Psacalium nephrophyllum (Rydb.) H.Rob. & Brettell
- Psacalium obtusilobum  Rydb.
- Psacalium pachyphyllum (Sch.Bip.) H.Rob. & Brettell
- Psacalium palmeri (Greene) H.Rob. & Brettell
- Psacalium paucicapitatum (B.L.Rob. & Greenm.) H.Rob. & Brettell
- Psacalium peltatum  Cass.
- Psacalium peltigerum  Rydb.
- Psacalium pentaflorum  B.L.Turner
- Psacalium perezii  B.L.Turner
- Psacalium pinetorum (Standl. & Steyerm.) Cuatrec.
- Psacalium platylepis (B.L.Rob. & Seaton) H.Rob. & Brettell
- Psacalium poculiferum  Rydb.
- Psacalium pringlei (S.Watson) H.Rob. & Brettell
- Psacalium purpusii (Greenm.) H.Rob. & Brettell
- Psacalium putlanum  B.L.Turner
- Psacalium quercifolium  H.Rob. & Brettell
- Psacalium radulifolium (Kunth) H.Rob. & Brettell
- Psacalium schillingii  Panero & Villaseñor
- Psacalium sharpii B .L.Turner
- Psacalium silphiifolium (B.L.Rob. & Greenm.) H.Rob. & Brettell
- Psacalium sinuatum (Cerv.) H.Rob. & Brettell
- Psacalium tabulare (A.Gray) Rydb.
- Psacalium tussilaginoides (Kunth) H.Rob. & Brettell
- Psacalium villosum  Villaseñor, Hinojosa & Redonda-Mart.

### Sinonimi
Sono elencati alcuni sinonimi per questa entità:
- Mesoneuris A.Gray, 1873
- Odontotrichum  Zucc., 1832
- Sciadioseris  Kunze, 1851